# Cabas-Loumassès
Cabas-Loumassès är en kommun i departementet Gers i regionen Occitanien i sydvästra Frankrike. Kommunen ligger i kantonen Masseube som tillhör arrondissementet Mirande. År 2022 hade Cabas-Loumassès 48 invånare.

## Befolkningsutveckling
Antalet invånare i kommunen Cabas-Loumassès
Referens:INSEE